# Strada statale 114 dir della Costa Saracena
La strada statale 114 dir della Costa Saracena (SS 114 dir), già nota come nuova strada ANAS 345 della Costa Saracena (NSA 345), è una strada statale italiana che collega Lentini con il mare, su un percorso lungo 7,4 km.

## Storia
Il tracciato fu aperto al traffico all'inizio degli anni 1990, quale variante al primo tratto della strada statale 194 Ragusana, per consentire un più veloce collegamento tra Catania e Ragusa, sfruttando parte della strada per Siracusa ed evitando le colline successive al bivio Primosole, che rendevano poco agevole il percorso da Catania a Lentini e da qui a Ragusa. Nonostante l'assegnazione di una numerazione propria i pannelli presenti in loco nel 2018 continuano a indicare la strada come SS 194 ed anche la progressiva chilometrica non è indipendente ma segue quella della SS 194, avendo origine dal km 4,6, in considerazione del percorso più breve della variante.

## Descrizione
La strada si innesta senza soluzione di continuità alla strada statale 194 nei pressi di Lentini, al km 12, e ha termine al km 118,8 della strada statale 114, con uno svincolo a trombetta, nei pressi di Agnone Bagni. Sulla statale 114 dir è stato realizzato l'unico svincolo dell'autostrada Catania-Siracusa. La circolazione è vietata ai ciclomotori e ai velocipedi.

### Tabella percorso
La chilometrica ufficiale, riportata in tabella, decresce dall'intersezione con la strada statale 194 Ragusana al chilometro 12.
| della Costa Saracena |                                                          |      |           |
| Tipo                 | Indicazione                                              | ↓km↓ | Provincia |
|                      | Orientale Sicula                                         | 4,6  | SR        |
|                      | Catania-Siracusa (svincolo di Lentini-Carlentini-Ragusa) | 9,2  | SR        |
|                      | Ragusana                                                 | 12,0 | SR        |